# AquaDom
AquaDom (АкваДом) в Берлине был одним из самых больших в мире цилиндрических аквариумов с солёной водой. Был расположен в CityQuartier DomAquarée на улице Карл-Либкнехт-штрассе в берлинском районе Митте.
Ёмкость аквариума была выполнена из акрилового стекла, её высота составляла 16 м, а диаметр — 11,5 м. Она опиралась на девятиметровый бетонный фундамент. В целом высота конструкции составляла 25 м. Вес конструкции составлял 2000 тонн. Объём аквариума составлял 1 млн л солёной воды. При помощи двухэтажного лифта посетители имели возможность заглянуть во внутреннюю часть аквариума, и прокатиться внутри аквариума, так как конструктивно он представлял собой двойной цилиндр с лифтом внутри. В аквариуме обитали примерно 1500 морских коралловых рыб 97 видов. Кормление рыб и очистку аквариума ежедневно проводили 3—4 штатных аквалангиста. Обитатели аквариума ежедневно съедали до 8 кг корма.
AquaDom был открыт в декабре 2003 года после многолетнего строительства. Проектирование и строительство аквариума взяла на себя американская компания «International Concept Management, Inc». Генеральными подрядчиками совместно выступили фирмы «ICM» и «Müller-Altvatter». «E. Sander» поставляла техническое оборудование, американская компания «Reynolds Polymer» — акриловое стекло. Стоимость проекта вместе с гостиницей составила 12,8 млн евро.
AquaDom являлся, как и DomAquarée в целом, собственностью Union Investment Real Estate.
AquaDom стоял в центре внутреннего двора 5-звёздочной гостиницы «Radisson Collection» в Берлине. У постояльцев гостиничных номеров, окна которых выходят во внутренний двор, была возможность видеть аквариум.
16 декабря 2022 года в 5:45 аквариум лопнул, вся вода вместе с обитателями хлынула наружу и затопила двор и улицу, почти все рыбы погибли, два человека незначительно пострадали. Спасением рыб и ликвидацией последствий занимались около 100 спасателей.